# أسامي سوغيورا
أسامي سوغيورا (باليابانية: 杉浦 亜紗美) ، من مواليد 19 أغسطس 1985م، وهي ممثلة ومغنية يابانية، شاركت في عدة أفلام، ومنها فيلم موت السوشي عام 2012م.

## وصلات خارجية
- "亜紗美公式ブログ - Asami's official blog" (باليابانية). blog.livedoor.jp. Archived from the original on 2006-07-18. Retrieved 2009-04-08.
- "New Official Blog November 2008" (باليابانية). Archived from the original on 2014-02-03.
- أسامي سوغيورا على موقع IMDb (الإنجليزية)
- أسامي سوغيورا على موقع ألو سيني (الفرنسية)
- أسامي سوغيورا على موقع أول موفي (الإنجليزية)
- أسامي سوغيورا على موقع قاعدة بيانات الفيلم (الإنجليزية)
- أسامي سوغيورا على موقع كينوبويسك (الروسية)